# Orsa Maggiore
L’Orsa Maggiore (A 5323) est un voilier moderne gréé en ketch à gréement bermudien (ou Marconi), parfaitement adapté à la formation des élèves officiers de la Marine italienne.

## Histoire
Le nom d'« Orsa Maggiore » est le nom italien de la constellation de la Grande Ourse.
Il est constitué de matières de haute technologie, comme le carbone qui permet de réduire le poids du bateau pour mieux filer sur l'eau. 
Il navigue habituellement en mer Méditerranée et il participe à certaines courses des Tall Ships' Races de classe D.
Il était présent au départ de la Mediterranean Tall Ships Regatta 2013 et à l'escale de Toulon Voiles de Légende du 27 au 30 septembre 2013.

## Rassemblements de grands voiliers
Participation à Rouen :
- Armada 2003.